# Euphorbia hirta
Euphorbia hirta är en törelväxtart som beskrevs av Carl von Linné. Euphorbia hirta ingår i släktet törlar, och familjen törelväxter. Inga underarter finns listade i Catalogue of Life.

## Bildgalleri

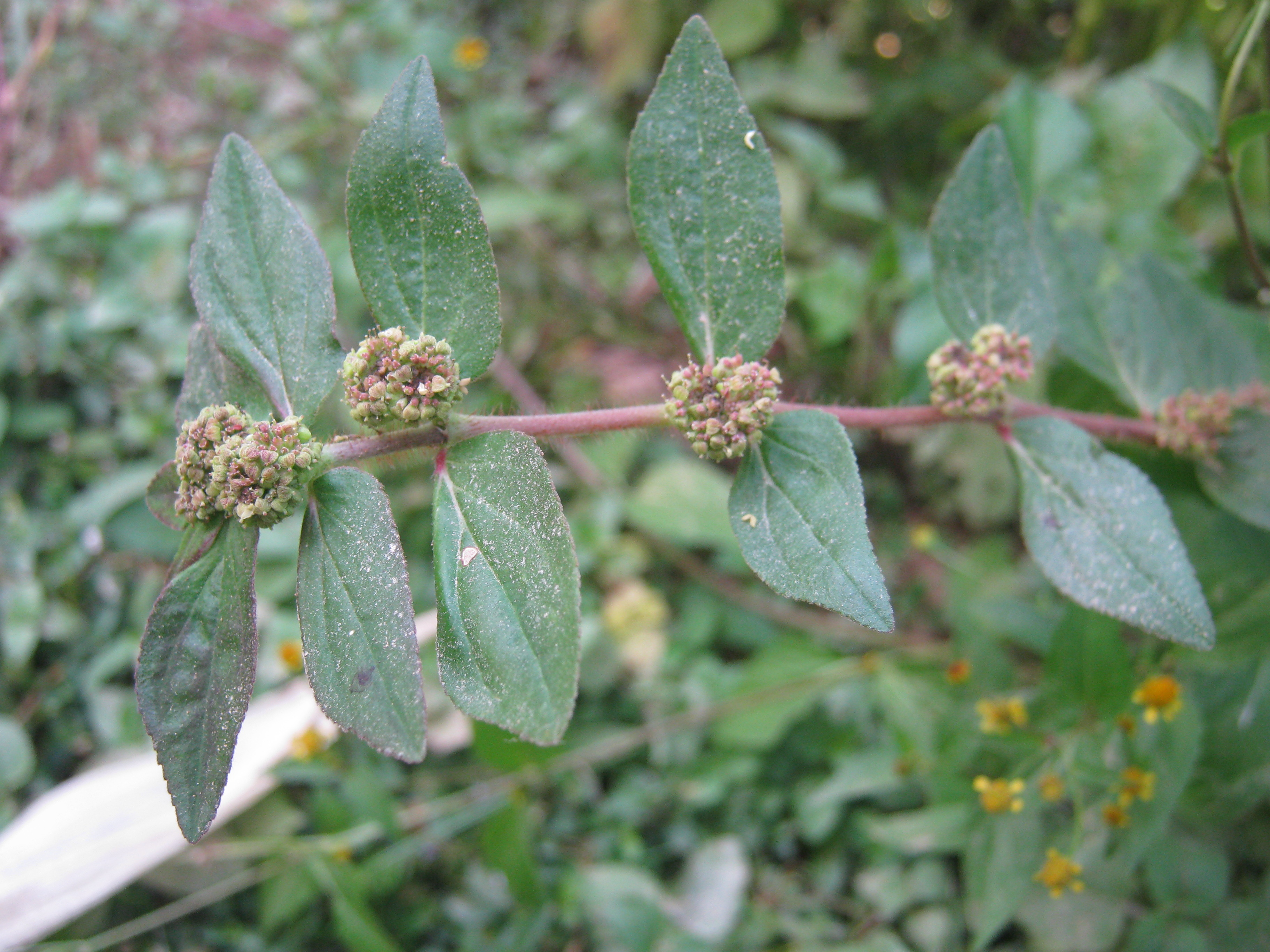